# 日产途乐

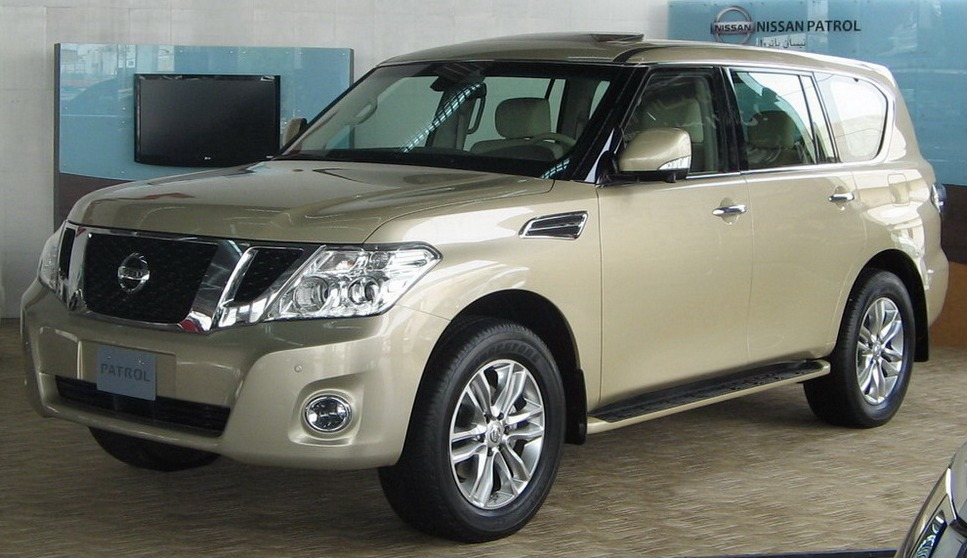
日产途乐Y62型

日产途乐（Nissan Patrol）是一款由日产汽车股份有限公司于1950年推出的四轮全驱越野车，其直接竞争对手为丰田陆地巡洋舰，現今則是Infiniti QX雙生車型。